# 08/15 (Filmreihe)
08/15 ist der Titel einer deutschen Spielfilmreihe aus den Jahren 1954 und 1955, die auf der gleichnamigen Roman-Trilogie von Hans Hellmut Kirst beruht.

## Filme
- 08/15 (1954)
- 08/15 Zweiter Teil (1955)
- 08/15 in der Heimat (1955)

## Hintergrund
Die Roman-Trilogie von Hans Hellmut Kirst war ein Bestseller im Nachkriegsdeutschland und beruhte auf seinen Erfahrungen als Soldat im Zweiten Weltkrieg. Kirst war von 1933 bis 1945 Berufsoffizier in der Wehrmacht. Nach der Veröffentlichung entwickelte sich eine öffentliche Debatte zwischen Landsern, welche die geschilderten Erfahrungen teilten, und ehemaligen Wehrmachtsoffizieren, die das Buch als Angriff auf ihren Stand begriffen. Die Roman-Trilogie und ihre Verfilmung wollte als Wortmeldung gegen die deutsche Wiederbewaffnung verstanden werden.
Der Hauptdarsteller Joachim Fuchsberger hatte in der Film-Trilogie seine erste große Rolle. Der erste Film erschien 1954, im folgenden Jahr wurden die zwei Fortsetzungen unter dem Titel 08/15 im Krieg (2. Teil) und 08/15 in der Heimat gedreht. Auch dabei führte Paul May Regie. Die Drehbücher schrieb Ernst von Salomon.
Der Filmtitel leitet sich von der Redewendung 08/15 ab. Diese steht für durchschnittliche bzw. überholte Standards. „08/15“ bezeichnete ursprünglich das im Ersten Weltkrieg vom deutschen Heer eingesetzte Maschinengewehrmodell MG 08/15 (1908 als MG 08 entwickelt, als verbesserte Version unter der Bezeichnung MG 08/15 im Jahr 1915 eingeführt). Dieses war wassergekühlt und recht schwer. Jüngere Entwicklungen wie MG 34 und MG 42 waren leichter und besser, so dass 08/15 als Altlast galt.